# Тасси, Лоренцо
Лоренцо Тасси (итал. Lorenzo Tassi; 12 февраля 1995, Бовеццо) — итальянский футболист, полузащитник клуба «Интернационале», выступающий на правах аренды за клуб «Виченца».

## Карьера

### Клубная
Лоренцо Тасси является воспитанником итальянской «Брешиа». Летом 2010 года итальянец привлёк внимание скаутов «Милана». Вскоре руководство россонери предложило за юного игрока 5 млн евро, однако президент Брешиа заявил, что не намерен расставаться с талантливым игроком. Оставшись в команде, Лоренцо дебютировал в чемпионате Италии в последнем матче сезона 2010/11 против «Фиорентины». Встреча проходила 22 мая 2011 года и закончилась с ничейным счётом 2:2. На момент выхода на поле итальянцу было 16 лет и 99 дней, тем самым, он вошёл в пятёрку самых молодых футболистов, участвовавших в играх Серии А.
Летом 2011 года состоялась сделка по переходу молодого футболиста из «Брешиа» в «Интернационале». Сумма трансфера составила около 2 млн евро. Итальянский полузащитник тренируется вместе с молодёжной командой «Интера» и участвует в матчах Примаверы.

### Международная
Тасси дебютировал в юношеской сборной Италии 15 сентября 2010 года во встрече с Израилем. Первый гол был забит им 14 марта 2011 года в игре против сверстников из Словении, которая завершилась со счётом 1:1.

## Интересные факты
Лоренцо Тасси считается в Италии одним из самых многообещающих полузащитников своего возраста. В атаке он способен успешно играть на нескольких позициях. Часто молодого итальянца сравнивают с Роберто Баджо из-за сходства стилей игры этих футболистов.